# Grigorij Matjtet
Grigorij Aleksandrovitj Matjtet (ryska: Григорий Александрович Мачтет), född 15 september (g.s.: 3 september) 1852 i Lutsk, död 27 augusti (g.s.: 14 augusti) 1901 i Jalta, var en rysk-ukrainsk författare. 
Matjtet härstammade från en engelsman vid namn Mansped, som inträtt i svensk krigstjänst och blivit tillfångatagen vid Poltava. Han utbildade sig till lärare, men utvandrade till Amerika. Efter återkomsten publicerade han sina reseskildringar Po bjelu svjetu (I vida världen). År 1876 häktades han och förvisades på åtta år till Sibirien, varifrån han hämtade stoffet till sina bästa berättelser. 
Bland Matjtets många novellsamlingar, konstnärligt föga betydande, men etnografiskt intressanta, märks Povjesti i razskazy (andra upplagan 1889), Siluety (andra upplagan 1895) och Zjivyja kartiny (Levande bilder; 1895) samt romanerna Bjelaja panna (Vita frun; 1889) och Chronika odnogo dnja (En dags krönika; 1892). Han var på sin tid mycket populär, och många av hans berättelser har översatts till främmande språk.